# Mikszáth Kálmán tér
Mikszáth Kálmán tér, ancienne Reviczky tér est une place de Budapest située dans le quartier de Palotanegyed (8e arrondissement). Cette place carrée, entièrement pavée se situe dans l'un des cœurs étudiants de la capitale hongroise, à proximité du Musée national hongrois et de la Bibliothèque métropolitaine Ervin Szabó. Les façades des bâtiments lui donnent une allure de placette italienne.
Elle tient son nom de Kálmán Mikszáth, dont la statue réalisée par András Kocsis trône en son milieu.